# Фаулервил (Мичиген)
Фаулервил (енгл. Fowlerville) град је у америчкој савезној држави Мичиген.

## Демографија
По попису из 2010. године број становника је 2.886, што је 86 (-2,9%) становника мање него 2000. године.
| Група             | 2000.         | 2010.         |
| Белци             | 2.821 (94,9%) | 2.744 (95,1%) |
| Афроамериканци    | 5 (0,2%)      | 7 (0,2%)      |
| Азијати           | 9 (0,3%)      | 10 (0,3%)     |
| Хиспаноамериканци | 50 (1,7%)     | 67 (2,3%)     |
| Укупно            | 2.972         | 2.886         |